# ふじみ監査法人
ふじみ監査法人（ふじみかんさほうじん、Fujimi Audit Corporation）は、日本における中堅監査法人である。

## 概略
小規模監査法人であった双研日栄・青南・名古屋の3監査法人が2023年（令和5年）10月1日に合併し設立された。存続監査法人は双研日栄監査法人で、海外提携先のBKRインターナショナルも引き継いでいる。
母体である監査法人双研社及び日栄監査法人の2法人は、2019年（平成31年）10月1日に合併した時点でそれぞれ金商法クライアント2社・4社のみ、常勤職員数20人程度の小規模法人であった。監査法人双研社は東洋製罐グループホールディングスを、日栄監査法人は山崎製パンをそれぞれ30年以上専属で監査し続けており監査報酬は1億円を超えていたが、各法人の売上高（合併直前年度で双研社が3億円、日栄が2億円程度であった）のいずれも6割超を占めていた。当時より日本公認会計士協会の独立性に関する指針では、報酬依存度が15%を超える会社がある場合のセーフガードとして協会レビューを依頼することとされていたが、極めて高い報酬依存度がかねてより問題視され槍玉に上がることが多く、境遇の近しい両者の合併は法人としての存続を図ったものと考えられる。
しかしながら、合併後の双研日栄監査法人においても東洋製罐グループホールディングス・山崎製パンの監査報酬が売上高に占める割合は依然として20 - 40%程度であった。その後も報酬依存度をめぐる規制は世界的に厳しさを増し続け、2021年（令和3年）には国際会計士倫理基準審議会（IESBA）の倫理規定が改訂、PIE（日本では上場企業を含む公認会計士法上の大会社を指す）について特定クライアントの報酬総額の占める割合が総収入の15%を超える場合、監査人を辞任することが義務付けられることとなった。これを受け日本においても同様の報酬依存度ルール（5年辞任ルール）を盛り込んだ改正倫理規則が2023年（令和5年）4月1日より施行されている。この規制をクリアするためには法人全体の年間売上高を14億円以上まで引き上げなければならず、生き残りのためには他法人との更なる合併を模索するしかない状態であった。合併相手に選んだ青南・名古屋の両法人も小規模法人ゆえ、監査報酬最多クライアントの報酬依存度は2割程度あり利害関係が一致している。3法人合併後の年間売上高は12億円余り（2023年3・6月期）であり、大手・準大手を除く中堅法人で年間売上高10億円超となった監査法人としては9法人目となった。
程なく合併初年度において、東洋製罐グループホールディングスは2024年3月期決算を最後にあずさ監査法人への監査人交代を表明。50年来の最大顧客を失うこととなったが、同時に報酬依存度ルールに対する懸念は解消された。
- 主たる事務所（東京事務所） - 東京都中央区日本橋室町4丁目4番3号 喜助日本橋室町ビル3階（旧双研日栄監査法人本部）
- 名古屋事務所 - 愛知県名古屋市中区栄3丁目6番1号 栄三丁目ビルディング11階（旧名古屋監査法人本部）
- 人員数 - 2024年6月30日現在 152名（うち社員38名、公認会計士職員99名、公認会計士試験合格者10名）
- クライアント数 - 2024年6月30日現在 123社（うち金商法監査22社）

### 主な金商法監査クライアント
有価証券報告書より、最近の監査報酬上位10社を以下に示す。
| 順位 | 会社名                   | 業種     | 2024年度監査報酬 | 前身所属ならびに監査継続期間             |
| ---- | ------------------------ | -------- | ---------------- | ---------------------------------------- |
| 1    | 山崎製パン               | 食料品   | 1億4,500万円     | 1987年以降（日栄系列）                   |
| 2    | 戸田建設                 | 建設     | 6,800万円        | 少なくとも1982年以降（青南系列）         |
| 3    | フリージア・マクロス     | 機械     | 6,000万円        | 2020年3月期以降（清流→日栄）             |
| 4    | エスビー食品             | 食料品   | 4,800万円        | 2002年3月期以降（日栄系列）              |
| 5    | フジオフードグループ本社 | 外食     | 3,800万円        | 2023年12月期以降（太陽→双研日栄）        |
| 6    | アネスト岩田             | 機械     | 3,700万円        | 1982年以前（水上系列）                   |
| 7    | 中部飼料                 | 食料品   | 3,500万円        | 少なくとも1960年以降（朝見系列）         |
| 8    | はごろもフーズ           | 食料品   | 3,400万円        | 1985年以降（双研社系列）                 |
| 9    | 愛知電機                 | 電気機器 | 3,300万円        | 1958年以降（朝見系列）                   |
| 10   | 丸山製作所               | 機械     | 2,900万円        | 2020年9月期以降（大手門会計事務所→青南） |

- 他、学校法人監査クライアントとして早稲田大学・立教大学がある。

## 沿革
- 1951年（昭和26年） - 大塚公認会計士事務所設立[7]。
- 1963年（昭和38年） - 水上公認会計士事務所設立[8]。
- 1980年（昭和55年）3月29日 - 監査法人朝見会計事務所設立[9]。
- 1981年（昭和56年）12月4日 - 水上公認会計士事務所を監査法人に改組し、青南監査法人設立[8]。
- 1983年（昭和58年）5月4日 - 大塚公認会計士事務所を母体とし監査法人双研社設立[10]。
- 1988年（昭和63年）2月1日 - 日栄監査法人設立[10]。
- 2010年（平成22年）7月1日 - 監査法人朝見会計事務所が名古屋監査法人に名称変更[9]。
- 2019年（令和元年）6月30日 - 監査法人双研社がBKRインターナショナルに加入[10]。
- 2019年（令和元年）10月1日 - 監査法人双研社と日栄監査法人が合併（存続法人：双研社）し、双研日栄監査法人となる[10]。
- 2022年（令和4年）2月21日 - 双研日栄監査法人が銀座本部事務所（上一ビル：旧双研社本部）及び日本橋事務所（バンセイ室町ビル：旧日栄本部）を統合し、喜助日本橋室町ビルへ本部事務所を開設[11]。
- 2023年（令和5年）10月1日 - 双研日栄・青南・名古屋の3法人が合併（存続法人：双研日栄）し、ふじみ監査法人となる。